# Physocephala chrysorrhoea
Physocephala chrysorrhoea är en tvåvingeart som först beskrevs av Johann Wilhelm Meigen 1824.  Physocephala chrysorrhoea ingår i släktet Physocephala och familjen stekelflugor. Inga underarter finns listade i Catalogue of Life.